# Mrs. Simms Serves on the Jury
Mrs. Simms Serves on the Jury è un cortometraggio muto del 1912 diretto da George Melford. Prodotto dalla Kalem Company e interpretato da William H. West e Alice Joyce, il film uscì nelle sale statunitensi il 10 gennaio 1912.

## Trama
Mr. Simms disapprova fortemente le pratiche della moglie, una suffragetta che si batte per i diritti delle donne. Quando la signora, decisa ad adempiere ai propri doveri di cittadina, viene chiamata a far parte di una giuria, Simms decide di darle una lezione e se ne va a fare un giro in automobile insieme alla sua stenografa. La ragazza pigia allegramente sull'acceleratore, tanto che la polizia ferma i due per eccesso di velocità. Simms chiede di essere giudicato in tribunale dove trova, con sorpresa, anche sua moglie. Giudicato da una giuria di sole donne, Simms si vede condannato a sei giorni di prigione perché, così recita la motivazione, bisogna farla finita con questi eccessi di potenti automobili che rendono pericolosa la circolazione nelle strade. In quanto alla giovane stenografa, viene rilasciata perché la giuria non crede che possa essere lei la responsabile di quel modo avventato di guidare.

## Produzione
Il film fu prodotto dalla  Kalem Company.

## Distribuzione
Distribuito dalla General Film Company, il film - un cortometraggio di una bobina - uscì nelle sale il 10 gennaio 1912.